# Canton d'Albi-Centre
Le canton d'Albi-Centre est une ancienne division administrative française, située dans le département du Tarn en région Occitanie.

## Géographie
Ce canton comprenait une fraction de la commune d'Albi dans l'arrondissement homonyme.

## Histoire

### Le grand canton
Le canton d'Albi est créé le 1793 sous la Révolution française. Il comprend à l'origine les villes d'Albi (entièrement), Carlus, Puygouzon, Rouffiac, Saliès et Le Sequestre. Son chef-lieu est Albi.
En 1801, la suppression du canton de Castelnau dont le chef-lieu est la ville éponyme (renommé plus tard en Castelnau-de-Lévis) et les modifications des cantons de Villefranche-d'Albigeois et Monestiés entraînent la modification du canton d'Albi. En effet, les communes d'Arthès, Cagnac-les-Mines, Castelnau-de-Lévis, Fréjairolles, Lescure-d'Albigeois, Mailhoc, Marssac-sur-Tarn, Milhavet, Terssac et Villeneuve-sur-Vère sont rattachées à ce canton.
En 1870, Le Garric est créé à partir de Lescure-d'Albigeois et rejoint ainsi le canton.
En 1950, Sainte-Croix est créé à partir de Castelnau-de-Lévis et rejoint également le canton. L'ajout de cette commune représente l'apogée du canton en termes de nombre de villes et de superficie avant les différentes modifications qui vont entraîner la création de nombreux cantons.

### Les éclatements de la fin duXXesiècle
Le canton d'Albi est éclaté par le décret no 73-675 du 13 juillet 1973 en trois cantons : Albi-Nord, Albi-Centre et Albi-Sud. Le canton d'Albi-Centre ne contient plus qu'une fraction de la ville d'Albi. La fraction est définie par la partie de la ville délimitée au nord par la rivière Tarn, à l'est par les villes de Saint-Juéry, Cunac, Cambon et Fréjairolles jusqu'à la départementale 81, au sud par la départementale 81, l'avenue du Colonel-Teyssier, la rue Hyppolyte-Savary, la place Lapérouse, la rue de la Berchère puis la ligne de chemin de fer Albi-Toulouse et enfin à l'ouest par la limite avec la commune de Terssac.
Le canton est modifié à nouveau par le décret du 21 février 1997 : les limites au sein de la ville évoluent. Le canton est désormais délimité au nord par la rivière Tarn, à l'est par les limites de Saint-Juéry, Cunac et Cambon, au sud par le ruisseau de Caussels, la rocade (RN 86), la rue de Jarlard, la rue Jean-Rieu, la rue de la Plaine-Saint-Martin, le rond-point de Gesse, l'avenue du Colonel-Teyssier, la place Jean-Jaurès, la rue Hippolyte-Savary, la place Lapérouse, et à l'ouest par la rue de Verdusse, la rue Sainte-Cécile, la place Sainte-Cécile, la rue des Fargues, la rue Emile-Grand et enfin l'esplanade des Partisans jusqu'au pont du 22-Août-1944.

### Redécoupage de 2014
Le canton d'Albi-Centre est supprimé par le décret du 17 février 2014 qui entre en vigueur lors des élections départementales de mars 2015.

## Représentation

### Conseillers généraux du canton d'Albi de 1833 à 1973
| Période | Période          | Identité                                    | Étiquette                 | Qualité                                                                             |
| ------- | ---------------- | ------------------------------------------- | ------------------------- | ----------------------------------------------------------------------------------- |
| 1833    | 1835 (décès)     | Jean-Louis François Raymond de Gorsse       |                           | Propriétaire Maire d'Albi (1808-1815)                                               |
| 1835    | 1839 (décès)     | Marie Philippe Picarel, Chevalier d'Assézat |                           | Ancien militaire, ancien Maire de Terssac                                           |
| 1839    | 1848             | Prosper Gorsse                              |                           | Avocat, maire d'Albi                                                                |
| 1848    | 1852             | Edmond Canet                                | Républicain               | Avocat, maire d'Albi Député (1849-1851)                                             |
| 1852    | 1870             | Hippolyte Crozes                            |                           | Juge puis Président du Tribunal civil d'Albi                                        |
| 1870    | 1881 (démission) | Angély Louis Cavalié                        | Républicain               | Notaire - Maire d'Albi (1892-1897) Député (1876-1877 et 1878-1893)                  |
| 1881    | 1884 (décès)     | Joseph Jean                                 | Républicain               | Ancien sous-préfet à Albi                                                           |
| 1884    | 1892             | Gabriel Soulages                            | Républicain               | Avocat - Propriétaire Maire d'Albi (1877-1888), conseiller d'arrondissement         |
| 1892    | 1898             | Auguste de Berne-Lagarde                    | Républicain               | Avocat et notaire, maire d'Albi (1893-1897) Député (1893-1898)                      |
| 1898    | 1922             | Hippolyte Gay de Savary                     | Gauche démocratique       | Avocat - Sénateur (1898-1927) Maire d'Albi (1888-1890) Président du conseil général |
| 1922    | 1928             | Louis Joly                                  | Rad.                      | Ingénieur industriel Adjoint au maire d'Albi                                        |
| 1928    | 1940             | Laurent Camboulives                         | SFIO puis PSF-UJJ puis GD | Médecin Maire d'Albi (1929-1941) Député (1928-1936) Sénateur (1936-1940)            |
|         |                  |                                             |                           |                                                                                     |
| 1942    | 1945             | Raymond Brault                              |                           | Maire d'Albi (1941-1944) Nommé conseiller départemental en 1942                     |
|         |                  |                                             |                           |                                                                                     |
| 1945    | 1949             | Paul Monestié                               | PCF                       | Instituteur à Lescure                                                               |
| 1949    | 1973             | André Raust                                 | SFIO puis PS              | Fonctionnaire - Député Maire de Cagnac-les-Mines (1947-1983)                        |

### Conseillers généraux du canton d'Albi-Centre (1973 à 2015)
| Période | Période | Identité           | Étiquette    | Qualité |
| ------- | ------- | ------------------ | ------------ | --- |
| 1973    | 1979    | Jean Imbert        | MRG          | Expert foncier Premier adjoint au maire d'Albi |
| 1979    | 1985    | Christian Carrillo | PS           | Instituteur, adjoint au Maire d'Albi Conseiller régional, député suppléant de Pierre Bernard (1981-1986)                                                             |
| 1985    | 1998    | Pierre Nespoulous  | UDF puis DVD | Professeur d'université - Conseiller régional Ancien conseiller général du canton de Valence-d'Albigeois (1876-1982) Ancien maire de Valence-d'Albigeois (1971-1983) |
| 1998    | 2015    | Serge Garcia       | PS puis DVG  | Cadre à la MSA Vice-président du conseil général |

### Conseillers d'arrondissement du canton d'Albi (de 1833 à 1940)
Le canton d'Albi avait deux conseillers d'arrondissement.
| Période                                  | Période          | Identité                        | Étiquette          | Qualité |
| ---------------------------------------- | ---------------- | ------------------------------- | ------------------ | --- |
| 1833                                     | 1845             | Philippe Defos (1778-1848)      |                    | Propriétaire, maire d'Albi (1833-1840)                                                                      |
| 1833                                     | 18..             | Jean François Vidal (1794-1855) |                    | Avocat, adjoint au maire d'Albi                                                                             |
| 1845                                     | 1848             | Pierre Ignace Mary (1777-1851)  |                    | Propriétaire à Albi                                                                                         |
| 1848                                     |                  | Louis Gaubert                   |                    | Avoué et avocat à Albi                                                                                      |
|                                          |                  |                                 |                    | |
|                                          | 1884 (démission) | Gabriel Soulages                | Républicain        | Avocat - Propriétaire Maire d'Albi (1877-1888)                                                              |
|                                          |                  |                                 |                    | |
| 1889                                     | 1896 (décès)     | Désiré Monclar (1826-1896)      | Républicain        | Avocat, maire de Marssac (1876-1889), Président du Conseil d'arrondissement                                 |
| 1896                                     |                  | M. Coste                        | Radical            | |
|                                          |                  |                                 |                    | |
| 1925                                     | 1931             | Jules Raynal                    | Radical            | Médecin à Albi                                                                                              |
| 1931                                     | 1940             | Alexandre Cahuzac (1884-1955)   | SFIO puis PSdF-USR | Docteur en médecine, conseiller municipal d'Albi, Président du Conseil d'arrondissement                     |
| 1940                                     |                  |                                 |                    | Les conseils d'arrondissement ont été suspendus par la loi du 12 octobre 1940 et n'ont jamais été réactivés |
| Les données manquantes sont à compléter. |                  |                                 |                    | |

## Composition
Le canton d'Albi-Centre comprenait une fraction de commune et comptait 11 765 habitants, selon la population municipale en 2012.
| Nom              | Code Insee | Intercommunalité  | Population (dernière pop. légale)               |
| ---------------- | ---------- | ----------------- | ----------------------------------------------- |
| Albi (chef-lieu) | 81004      | CA de l'Albigeois | Fraction : 11 765(2012) Commune : 49 531 (2014) |

## Démographie
| 1975 | 1982 | 1990   | 1999   | 2006   | 2011   | 2012   |
| ---- | ---- | ------ | ------ | ------ | ------ | ------ |
| -    | -    | 11 065 | 11 772 | 11 930 | 11 744 | 11 765 |